# منوال

المنوال (بالإنجليزية: Mode)‏ في الإحصاء هو القيمة الأكثر تكراراً في مجموعة من البيانات، أو في فضاء احتمالي.

## استخدام المنوال
1. في المشاهدات المفردة، حيث المنوال هو القيمة المقابلة لأكبر تكرار.
2. في الجداول والفئات (الجداول التكرارية)، حيث المنوال هو مركز الفئة المنوالية (الأكثر تكراراً).

## أمثلة
أ- لو فرضنا أن لدينا الأعداد (1,5,2,1,4,7)المنوال في هذه الحالة = 1 لأنه الأكثر تكرارا لذلك
ب- لو فرضنا أن لدينا جدول يبين فئات وأسفلها التكرارات، نرى أي الفئات أكثر تكرارا ولنفرض أنها الفئات (2-4)،#المنوال = 2٫4
وقد يكون احادي المنوال إذا كان له منوال واحد، وفي أحيان أخرى قد يكون هناك منوالين فيكون الحل هو اختيار المنوالين
لا يشترط أن يكون في الفضاء الاحتمالي منوال.
مثال:
1,2,4,5
في هذا الفضاء لا يوجد منوال.